# Voies ferrées économiques de l'Orne

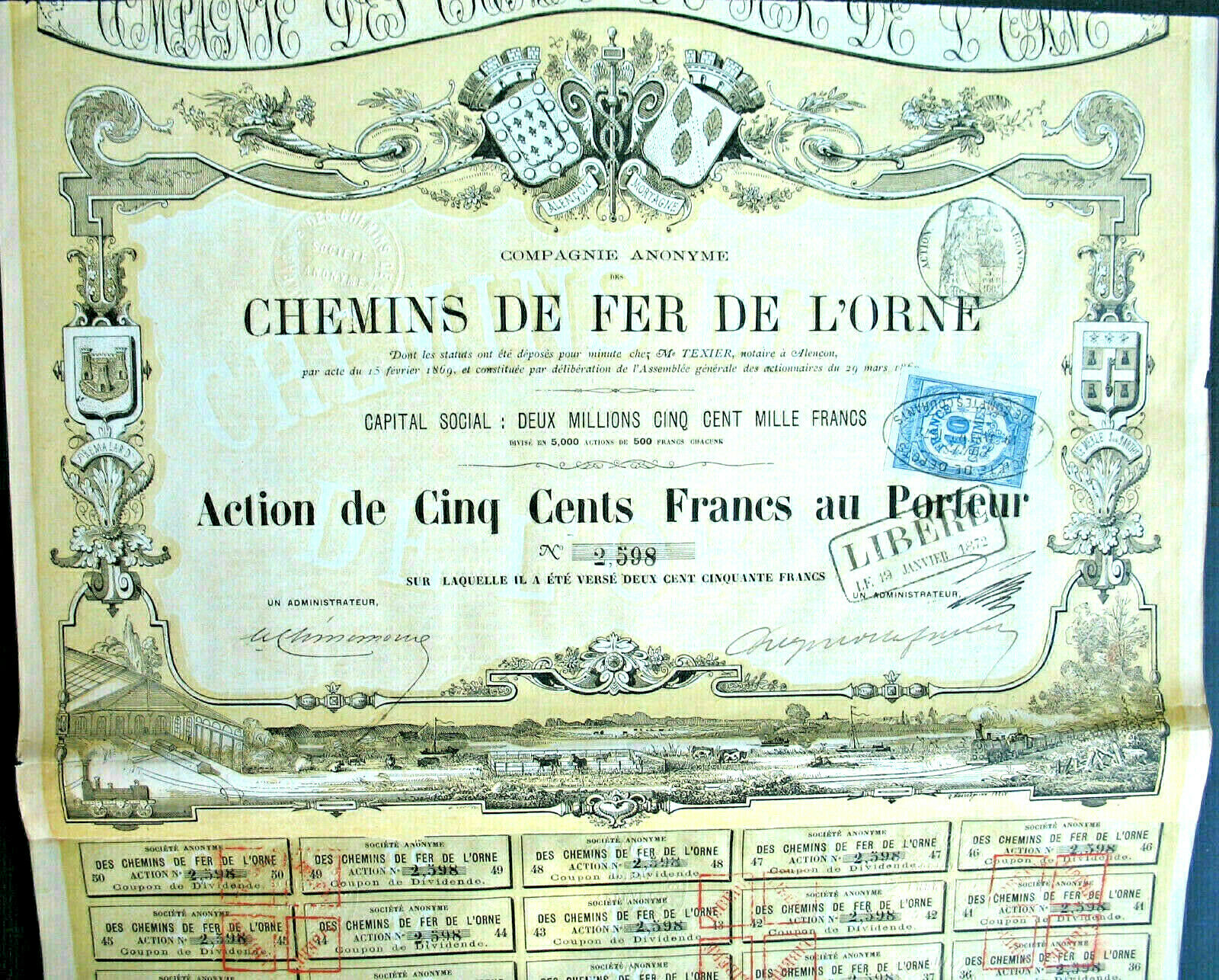
Compagnie Anonyme Chemins de Fer de l'Orne

La société des Voies Ferrées Économiques de l'Orne a construit et exploité un réseau de chemin de fer à voie métrique dans le département de l'Orne. La concession d'un réseau de deux lignes est initialement attribuée à Henri Laval le 12 août 1905 Ce dernier abandonne ensuite ses droits à Monsieur Fouché  qui lui-même cède la concession à la Compagnie des Voies Ferrées Économiques de l'Orne  en 1915.

## Les lignes

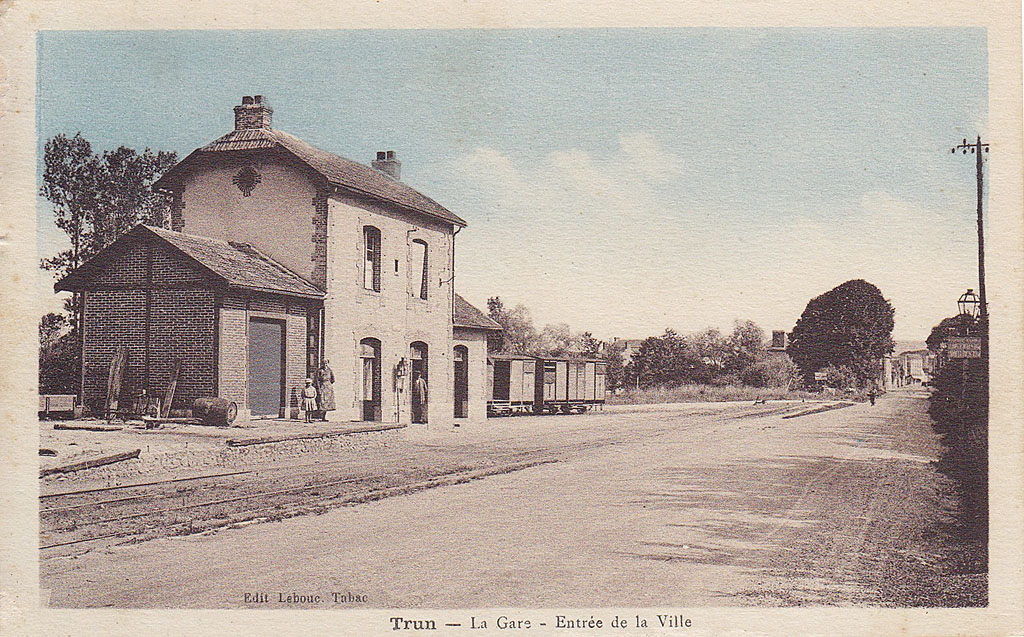

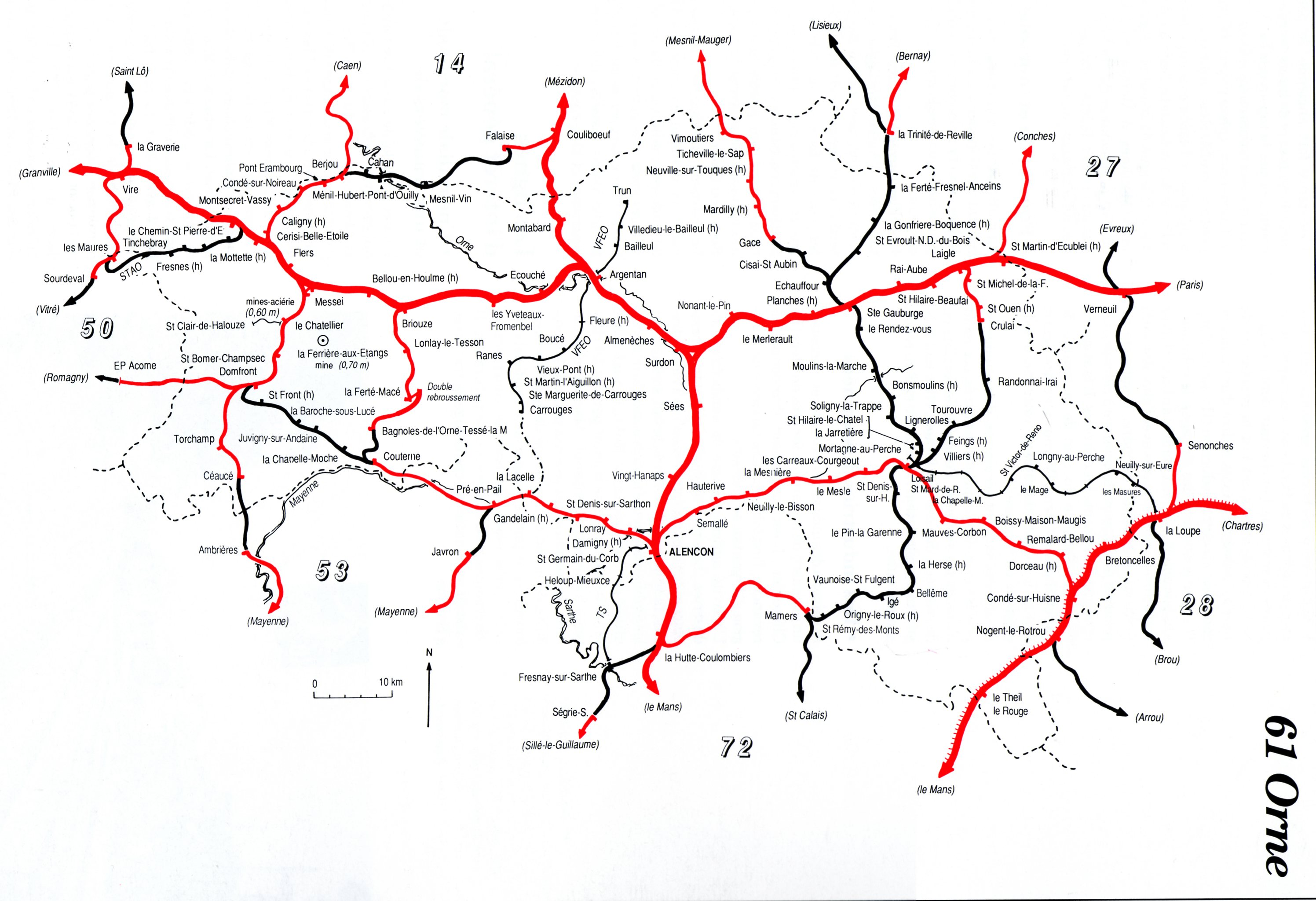

- ligne Carrouges - Trun[4].

ligne Argentan - Carrouges, 32 km, ouverture 1913, fermeture en 1937,
ligne Argentan - Trun, 12 km, ouverture 1913, fermeture en 1937,

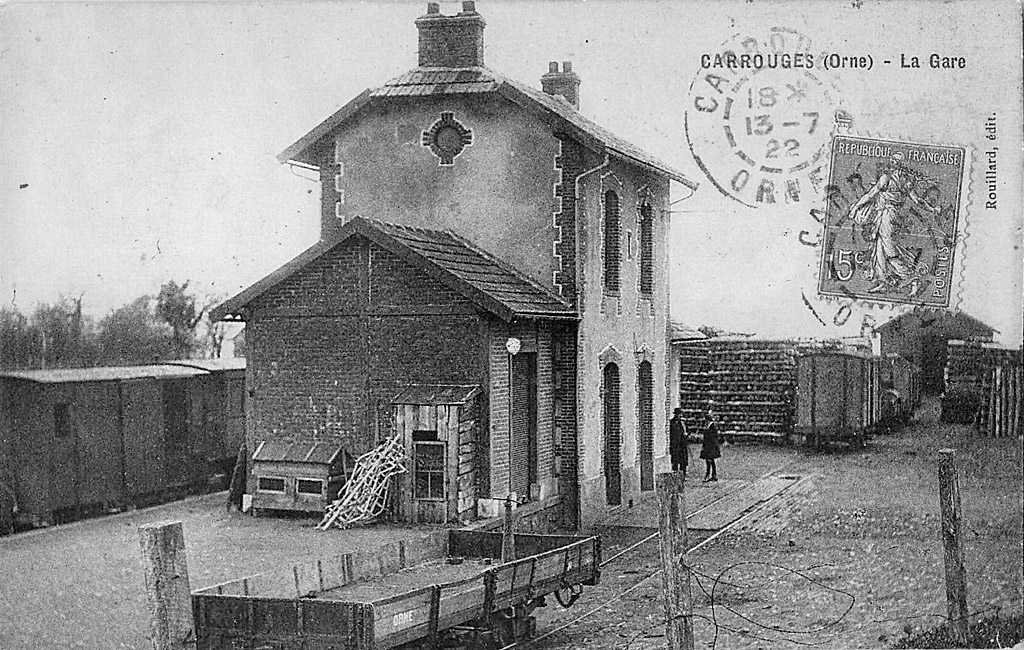

- Ligne de Mortagne-au-Perche à La Loupe, 34 km, ouvert en 1913, fermeture en 1935.

## Gares de jonction
- gare d'Argentan avec les chemins de fer de l'État,
- gare de Mortagne-au-Perche avec les chemins de fer de l'État,
- gare de La Loupe avec les chemins de fer de l'État et les Tramways d'Eure-et-Loir.

## Matériel roulant

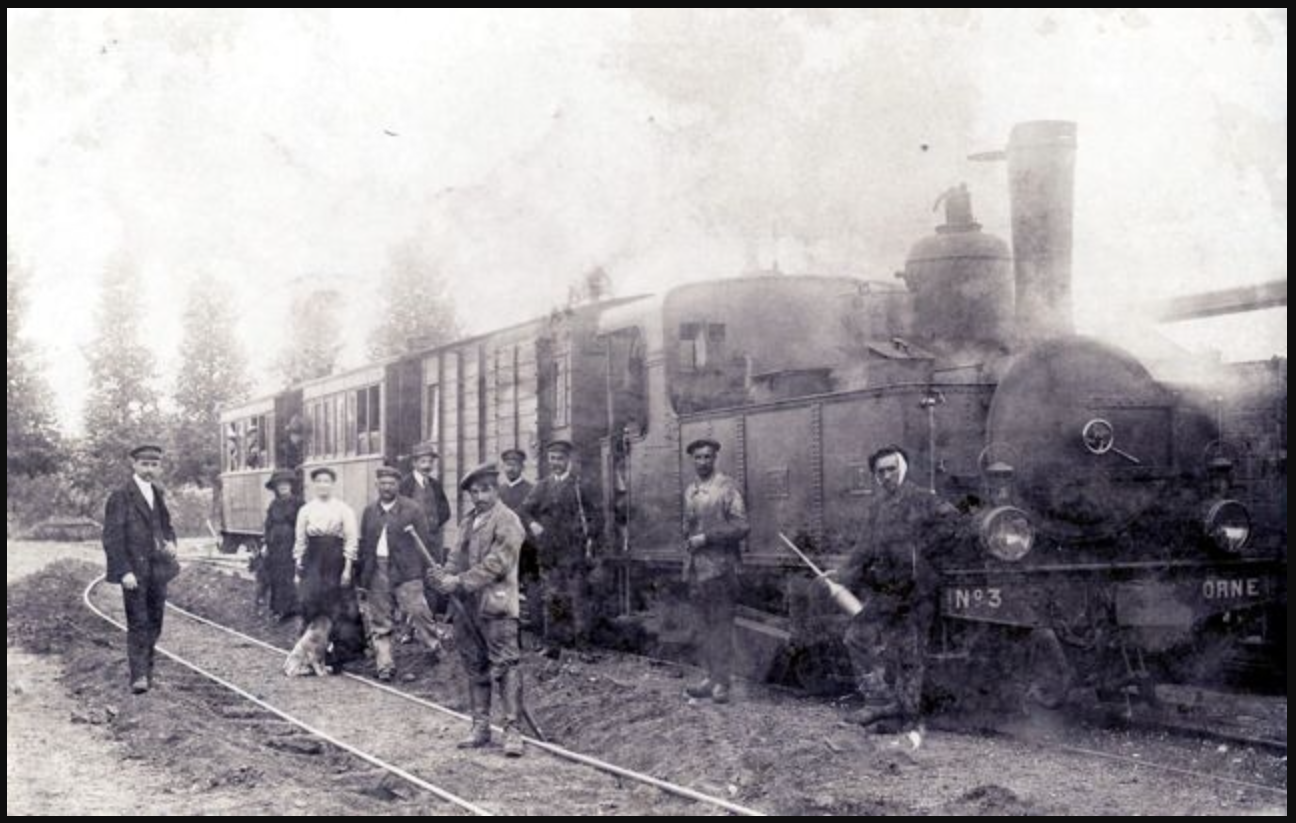
CF Orne 030T Piguet n° 4, 24. Juillet 1914.

- Locomotives type 030t, N° 1 à 8, Établissements Piguet 1913,
- Voitures à voyageurs à 2 essieux : 24 unités,
- Wagons de marchandises à 2 essieux : 79 unités,
- Automotrices De Dion-Bouton type JM.